# Pothos macrocephalus
Pothos macrocephalus är en kallaväxtart som beskrevs av Benedetto Scortechini och Joseph Dalton Hooker. Pothos macrocephalus ingår i släktet Pothos och familjen kallaväxter. Inga underarter finns listade.